# 应物兄
《应物兄》是河南作家李洱于2018年发表的长篇小说，人民文学出版社发行，全书花费13年时间创作共计85万字，是他继《花腔》以及《石榴樹上結櫻桃》之后发表的第三部长篇小说，2019年获得第十届茅盾文学奖。

## 故事概况
全书围绕虚构的济州大学“儒学研究院”的筹建展开，以儒学家应物兄为核心人物，上下勾连、左右触及所有的相关者，记述了70多位鲜明生动的当代人，生动刻画了知识分子这一群体的人格特征与精神面貌。

## 主要人物
- 应物兄：
- 乔木先生：
- 程济世：
- 葛宏道：
- 栾廷玉：
- 费鸣：
- 文德斯：

## 评价
作家周大新评价说：“这部书是当下我看到的最精彩的表现知识分子生活的作品，可以和《围城》一比。”他认为李洱的叙述非常细微，细微到像显微镜观察东西的地步，给读者一种新鲜感和美感。作家金宇澄评价，该作是升级版的《围城》。
评论家李敬泽认为，“我们现在大部分小说都属于急火火的，我有一个故事，一把抓住你，你可别走。这本小说是什么？是个大园子。走走停停，兴之所至，自然得趣，这就是这部小说庞大和丰盛之处。”